# Gestation pour autrui
Pour les articles homonymes, voir GPA.
La gestation pour autrui (GPA) est une pratique consistant à transplanter un embryon destiné à un couple ou à une personne seule dans l'utérus d'une femme extérieure à ce schéma, appelée gestatrice ou mère porteuse, qui, au terme de sa grossesse, remet l'enfant au parent ou aux parents dits d'intention, qui peuvent avoir ou non un lien génétique avec lui, et, pour diverses raisons, ne peuvent ou ne veulent réaliser la grossesse au sein du foyer.
Selon les juridictions, son statut légal est très variable et va de l'illégalité totale à la possibilité qu'elle soit lucrative pour la mère porteuse. Ses principes et pratiques suscitent de nombreux débats sociaux et moraux, ainsi que des interrogations sur la dimension économique de sa forme lucrative.

## Principes et pratiques
La gestation pour autrui (GPA) est une pratique incluse dans la procréation médicalement assistée (PMA), d'après l'Organisation mondiale de la santé,. Il s'agit plus précisément de transplanter un embryon destiné à un couple hétérosexuel ou homosexuel ou bien à une personne seule dans l'utérus d'une femme extérieure à ce schéma, appelée « mère porteuse » ou « gestatrice », qui portera l'enfant jusqu'à sa naissance. À ce moment, l'enfant est habituellement remis à son ou ses parents sociaux, souvent biologiques, ce qui distingue la gestation pour autrui de l'adoption. Les embryons ne sont pas conçus avec l'ovule de la gestatrice (il s'agirait dans ce cas de procréation ou maternité, MPA, pour autrui), mais d'ordinaire avec celui de la mère sociale de l'enfant ou d'une donneuse d'ovocyte (qui ne peut être la gestatrice). Dans le cadre d'un couple hétérosexuel, la femme qui sera la future mère légale de l'enfant mais n'est pas sa mère sur le plan génétique sera appelée « mère intentionnelle » ou « mère d’intention » durant la grossesse, l'expression symétrique se dit pour le père. L'expression est aussi utilisée lorsqu'un lien génétique existe entre les parents sociaux, ou l'un d'entre eux, et l'enfant.
Les personnes qui ont recours à la gestation pour autrui peuvent être des couples femme-homme, en cas de stérilité ou d'infertilité notamment féminine liée à l'absence d'utérus (syndrome de Rokitansky-Küster-Hauser), à sa malformation ou à la suite de son ablation chirurgicale (hystérectomie), ou des hommes célibataires ou en couple homosexuel, plus rarement des femmes célibataires ou en couple homosexuel. Plusieurs cas de figure sont possibles. Les parents d'intention peuvent être les père et mère biologiques de l'enfant si le couple n'a pas recours à un don de gamètes (ni don d'ovocyte, ni don de sperme), mais ils peuvent également n'avoir qu'un lien génétique partiel (recours à un don de sperme ou d'ovocyte) ou nul avec l'enfant (recours à un don de sperme et d'ovocyte). Le terme « gestation pour autrui » est lui-même débattu, certains préférant parler de maternité pour le compte d'autrui ou de recours à une mère porteuse, y compris en l'absence de rapport biologique, en fonction du regard porté sur cette pratique. L'on peut aussi inclure dans la définition des cas où des couples ou individus hétérosexuels fertiles délèguent la grossesse à une mère porteuse pour des raisons qui peuvent être pratiques ou de confort plutôt que médicales. La GPA, notamment de ce type et parfois lucrative, est relativement courante et médiatique dans des milieux riches et célèbres, américains souvent, et suscite à cet égard des dilemmes moraux et socio-économiques particuliers.
Le statut légal de la gestation pour autrui varie selon les pays ou juridictions locales. Totalement interdite dans certains pays, comme la France, au nom du principe d'indisponibilité du corps humain, elle est autorisée dans d'autres à l'échelle nationale ou régionale, sous des conditions variables concernant par exemple les critères d'accès à cette méthode de procréation, l'autorisation ou l'interdiction d'une rémunération de la mère porteuse (on parle alors de « GPA commerciale » dans les cas où la rémunération est autorisée et de « GPA altruiste » lorsque la GPA ne peut se faire que sans compensation financière), les droits des parents intentionnels sur les décisions de santé au cours de la grossesse, et l'accès des enfants à leurs origines biologiques. Dans d'autres pays, la gestation pour autrui ne fait l'objet d'aucune mention légale explicite.
Du fait des variations de législations, des différences de technologie médicale et de revenus selon les pays et de la liberté de circulation des personnes, certains ont parlé de « tourisme procréatif », tandis que d'autres ont préféré les termes de GPA internationale ou de traitement contre l'infertilité transfrontière. Cette pratique engendre ensuite parfois un problème juridique quand il s'agit de transcrire les actes de naissance délivrés à l'étranger,. En effet, certaines juridictions ne reconnaissent pas la gestation pour autrui comme un mode de procréation légal, au nom du principe de non-marchandisation du corps humain et parce que la mère porteuse est considérée comme pleinement mère. Elles refusent alors de reconnaitre le statut de parents aux personnes revenant avec un ou des enfants conçus par mère porteuse à l'étranger, même si le pays de naissance autorise la GPA et a établi une filiation entre l'enfant et les parents intentionnels.

## Méthodes
La gestation pour autrui peut être soit traditionnelle, soit gestationnelle, et les deux formes se distinguent par l'origine génétique de l'ovule. La gestation gestationnelle tend à être plus courante que la gestation traditionnelle et est considérée comme moins complexe sur le plan légal.

### Gestation pour autrui traditionnelle
Une gestation traditionnelle (également connue sous le nom de partielle, naturelle ou directe) est celle où l'ovule de la mère porteuse est fécondé par le sperme du père prévu ou d'un donneur.
L'insémination de la mère porteuse peut se faire soit par voie sexuelle (insémination naturelle), soit par insémination artificielle. L'utilisation du sperme d'un donneur aboutit à la naissance d'un enfant qui n'est pas génétiquement lié aux parents prévus. Si le sperme du père prévu est utilisé pour l'insémination, l'enfant résultant est génétiquement lié à la fois au père prévu et à la mère porteuse,.
Dans certains cas, l'insémination peut être effectuée en privé par les parties sans l'intervention d'un médecin. Dans certaines juridictions, les parents prévus qui utilisent du sperme de donneur doivent suivre un processus d'adoption pour obtenir des droits parentaux légaux sur l'enfant résultant. De nombreux centres de fertilité qui proposent la gestation pour autrui aident les parties à traverser le processus légal.

### Gestation pour autrui gestationnelle
La gestation gestationnelle (également connue sous le nom de gestation pour autrui hôte ou totale) a été réalisée pour la première fois en avril 1986. Elle se produit lorsque l'embryon créé par la technologie de la fécondation in vitro (FIV) est implanté chez une mère porteuse, parfois appelée porteuse gestationnelle. La gestation gestationnelle prend plusieurs formes, et dans chaque forme, l'enfant résultant n'est pas génétiquement lié à la mère porteuse :
- L'embryon est créé en utilisant le sperme du père prévu et les ovules de la mère prévue ;
- L'embryon est créé en utilisant le sperme du père prévu et un ovule de donneur ;
- L'embryon est créé en utilisant l'ovule de la mère prévue et le sperme du donneur ;
- Un embryon de donneur est transféré à une mère porteuse. Un tel embryon peut être disponible lorsque d'autres personnes subissant une FIV ont des embryons restants qu'elles donnent à d'autres. L'enfant résultant n'est pas génétiquement lié aux parents prévus[14].

## Finalité de la gestation pour autrui
Le recours à la gestation pour autrui est utilisé  par des femmes qui, malgré une fonction ovarienne conservée, ne peuvent mener une grossesse à terme, soit du fait d'une absence d'utérus (d'origine congénitale ou après chirurgie : hystérectomie), soit du fait d'une malformation congénitale ou acquise (syndrome d'Asherman, prise de Distilbène par la mère de la mère intentionnelle) ou d'un léiomyome.
C'est également une voie utilisée par des couples d'hommes ou de femmes dans le cadre d'un projet homoparental. Si les ovocytes ne sont pas ceux de la mère porteuse, mais d'une autre femme, on sera alors bien dans un cas de « gestation pour autrui ». Dans le cas contraire, il s'agira d'une procréation pour autrui (voir ci-dessus). Se pose alors la question des droits du deuxième parent, parfois appelé « parent social » : certains pays ne reconnaissent pas légalement les familles homoparentales.

## Rôle et statut de la gestatrice
La condition des mères porteuses est très variable là où la pratique de la gestation pour autrui est légalisée selon des règles d'une grande diversité, en fonction de la juridiction nationale ou locale :
- Au Royaume-Uni, la femme porteuse a le plus souvent recours à une association spécialisée qui se charge de la mettre en relation avec les couples infertiles. Il est interdit de faire de la publicité et les intermédiaires ne peuvent agir que dans un but non lucratif. La gestatrice ne peut pas être rétribuée mais elle peut obtenir le remboursement raisonnable des frais qu'elle a engagés pour mener à bien sa grossesse. Elle dispose d'un délai de 6 semaines pour revenir sur sa décision et garder l'enfant[16].
- En Russie, la mère doit être âgée entre 20 et 35 ans, avoir déjà un enfant et ne pas avoir de maladies psychiques ou somatiques. Des agences spécialisées recrutent les candidates mais un commerce sauvage de particulier à particulier s'est développé par l'intermédiaire d'Internet. La mère porteuse reçoit des indemnités mensuelles et une rémunération. En contrepartie, elle signe un document par lequel elle renonce à ses droits sur l'enfant et accepte de la confier à des tiers qui deviennent légalement les parents du bébé. Un commerce très lucratif s'est développé et l'offre des mères porteuses dépasse la demande[17].
- Aux États-Unis, la gestatrice doit être en bonne santé physique et psychologique, et avoir eu déjà au moins une grossesse sans complications. Elle bénéficie d'un conseil légal indépendant avant de donner son consentement libre et éclairé, étape exigée par la loi ou la jurisprudence. Elle bénéficie d'une compensation financière qui doit s'inscrire dans un montant raisonnable et être liée uniquement à l'état de grossesse. En ce qui concerne toutes les décisions médicales, y compris envers l'enfant qu'elle porte, c'est toujours à elle que revient le dernier mot. La décision de recourir à une interruption médicale ou volontaire de grossesse, dans les contextes où cette pratique est légale, ne peut jamais être interdite ni imposée contre le choix de la gestatrice, y compris par la ou les personnes avec qui est passé le contrat procréatif. C'est une question complexe mais les avis ne sont pas partagés, la jurisprudence en la matière est constante (aucun pays où la GPA et l'avortement peuvent tous deux être légaux n'impose ou n'autorise de faire renoncer la mère porteuse aux droits qui concernent encore son propre corps au cours de sa grossesse)[18]. Concernant la filiation de l'enfant ainsi né, toutes les lois spécifiques à la GPA l'établissent envers les parents d'intention, ce qui empêche l'enfant de se retrouver dans l'incertitude juridique.
- En Inde, les cliniques médicales recrutent les mères selon des critères de santé, d'âge, d’obéissance et de détresse économique. La gestatrice doit obtenir le consentement de son époux. Elle signe un contrat mais n'en reçoit pas toujours la copie. Elle est bien souvent logée par la clinique pendant les derniers mois de la grossesse collectivement et doit se soumettre aux règles imposées par les médecins en matière de nourriture, de déplacements, de visites de ses enfants… Elle accepte éventuellement dans certains cas d'allaiter le bébé et s'en occuper les premières semaines de vie lorsque les parents d'intention arrivent après la naissance[19].
- Au Québec, la femme porteuse doit être âgée d’au moins 21 ans et doit être jugée autonome, libre de disposer de son corps. Il est requis pour elle d’assister à une séance d’information et de signer une convention de grossesse pour autrui qui fait état de son consentement. Il est interdit de rémunérer une femme porteuse, mais le remboursement de certaines dépenses est permis[20]. Les restrictions contre la rémunération sont garanties par des sanctions pénales pouvant aller jusqu’à 10 ans d’emprisonnement et une amende de 500 000 $[21].

### Cas de la France
- En France, un rapport du Sénat datant de juin 2008 propose de légaliser la pratique de la gestation pour autrui à condition de respecter des règles précises qui visent à protéger la gestatrice et qui mettent en avant l’altruisme de la candidate. Le rapport recommande que la gestatrice doit déjà avoir un enfant, qu'elle ne peut pas porter le bébé de sa fille ou de son fils, qu'elle ne peut pas être la mère génétique, qu'il lui faut l'autorisation d'une commission et d'un juge, qu'elle ne peut pas prétendre à une rémunération mais seulement à un dédommagement raisonnable et qu'elle ne peut pas conduire plus de deux grossesses pour autrui[22]. La gestation pour autrui reste malgré ce rapport interdite en France[23].

## Questions éthiques
Le principe et la pratique de la GPA soulèvent un certain nombre de questions éthiques.
Dans les pays où la rémunération de la mère porteuse est autorisée dans le cadre d'une GPA légale, la présence d'une somme d'argent dans la convention de GPA soulève des inquiétudes relatives à la marchandisation du corps humain. Certaines femmes peuvent être en effet poussées par la pauvreté à accepter un travail qui ne répondrait pas aux règles habituelles du droit du travail. Selon les dispositions légales de certains pays ou aux termes de certaines conventions de GPA, la mère porteuse est privée du droit de garder l'enfant qu'elle a porté, quels que soient les liens affectifs éventuellement apparus au cours de la grossesse.
Certaines personnes s'inquiètent pour le développement psychologique de l'enfant, qui pourrait être perturbé par la « complexité » de sa filiation, qui distinguerait la mère génétique, la mère porteuse, et éventuellement la mère légale. À ce sujet, Geneviève Delaisi de Parseval, psychanalyste spécialiste de bioéthique, estime que cette complexité est en réalité une « chance »[précision nécessaire] pour l'enfant[réf. souhaitée]. Selon une étude de 2016, l'ensemble des études réalisées à ce jour ne confirme pas les inquiétudes soulevées. Cependant, selon une étude britannique de la Société européenne de reproduction et d'embryologie humaines (ESHRE), les enfants conçus grâce à la gestation pour autrui (GPA) semblent « présenter plus de problèmes avec leurs pairs et une tendance à plus de problèmes comportementaux, émotionnels et relationnels » mais les familles suivies par l'étude semblent malgré tout bien fonctionner modèrent les auteurs.
Une étude de 2006 portant sur les études d'impact de la GPA a notamment trouvé que pratiquement toutes les études utilisaient des échantillons hautement sélectionnés, rendant les généralisations difficiles.
En France, en mars 2009, l'Académie nationale de médecine avait averti d'un « risque de dérive » s'il y avait à l'avenir une « demande de pure convenance sans indication médicale », et qu'en outre il conviendrait de revenir sur les fondements de la loi bioéthique de 1994. Roger Henrion, porte-parole de l'Académie Nationale de Médecine, rappelle en mai 2014 que « les risques physiques et psychiques à court et surtout à long terme, en particulier pour l'enfant, sont encore mal évalués et dans le cas où le législateur serait conduit à autoriser la GPA, celle-ci devrait être assortie d'une démarche d'évaluation des risques rigoureuse, objective et strictement encadrée ».
La philosophe Sylviane Agacinski, par exemple, voit dans la GPA « une forme inédite d'esclavage » qui « s'approprie l'usage des organes d'une femme et le fruit de cet usage ». Au niveau international, de nombreuses féministes sont mobilisées contre la GPA, avec des argumentaires divers, comme en témoigne l'ouvrage coordonné par Marie-Josèphe Devillers et Ana-Luana Stoicea-Deram, Ventre à louer.
Selon la Rapporteuse spéciale sur la vente et l’exploitation sexuelles d’enfants pour le Conseil des droits de l'Homme, en 2018 « la gestation pour autrui à des fins commerciales doit être considérée comme une vente d’enfant, telle que l’a définit le Protocole facultatif à la Convention des droits de l’enfant qui traite de la vente d’enfants ».
Selon Céline Revel-Dumas, la question n’est pas « quels droits pour qui ? », mais « quelles limites pour quoi?» car dans la bataille du « droit à l’enfant » contre le « droit à la mère », c’est le sans-voix qui perd.
L'historienne et sociologue française Delphine Gardey suggère que la gestation pour autrui est avant tout un marché accompagné d’une offre et d’une demande. Elle précise que la gestation pour autrui (GPA) insiste sur un processus conduisant à la mise en disposition d'un service et une personne qui bénéficie de celui-ci sur le plan dit « commercial ». Selon elle, cette formule entre le bénéficiaire et la personne offrant le service suggère donc un don et une relation désintéressée. Elle souligne que la gestation pour autrui met de l’avant non pas le principe de « mère », mais bien de « travailleuses » de « substitution » qui suggère les produits du corps féminin comme étant une ressource rare. La gestation pour autrui apparait pour l’auteure comme étant un « travail du care » qui mérite d’être pris en compte. Elle mentionne aussi la notion de « sous-traitance » du travail reproductif et l’exploitation économique du corps reproductif au sein de ce qu’elle nomme un « marché international du travail de reproduction humaine ».
Pour la sociologue et professeure émérite au Département de médecine sociale Maria De Koninck, la gestation pour autrui est une pratique déshumanisante qui va à l’encontre de la dignité humaine et place le désir de l’enfant au sein d'un contexte commercial et marchand.
Marie-Hélène Parizeau, philosophe québécoise spécialisée en morale et en éthique appliquée, rejoint cette idée en affirmant que la GPA équivaudrait à un travail pour laquelle la femme gagne un profit et où l’enfant est un produit. Dans un contexte de gestation pour autrui commercial, la motivation de la mère porteuse est rarement altruiste et est avant tout économique. Elle aborde aussi la question du tourisme procréatif qui fait de la gestation pour autrui une pratique qui contribue à la hausse des inégalités sociales. D'une part les femmes qui s'y engagent sont généralement des femmes provenant de milieux plus défavorisés et pour qui offrir le service de mère porteuse constitue une source importante de profit. D'autre part, dans les pays où la gestation pour autrui permet une forme de rémunération, le service de GPA est plus facilement atteignable pour les individus plus fortunés que les personnes plus démunies.
Céline Lafontaine, professeure de sociologie à l'Université de Montréal, aborde quant à elle le développement technologique et le rapport de l’économie mondialisée pour en inscrire la GPA au sein du capitalisme marchand. Elle développe la notion de « corps marché » pour décrire le corps, en particulier féminin, comme étant une ressource économique. L’auteure s’insère dans une école de pensée féministe marxiste pour expliquer comment la marchandisation du corps et le travail corporel des femmes au sein de la bioéconomie ont progressivement été naturalisés et sont aujourd’hui rendus socialement non reconnus. Certaines personnes féministes (notamment pro-sexe et queer) sont pour la gestation pour autrui et la considèrent comme un élément progressiste susceptible d'être librement choisi, d'autres essentialistes et universalistes sont contre la gestation pour autrui comme elles dénoncent le travail du sexe, la prostitution, la pornographie.
Avancer que la GPA relève de la même marchandisation patriarcale du corps féminin que la condition de prostituée est un argument régulièrement développé contre sa libéralisation et par exemple par Sylviane Agacinski. Une dimension anticapitaliste s'y conjugue souvent qui explique par exemple la position du Parti communiste en France. Cela s'applique en premier lieu aux formes lucratives de GPA et à l'alerte sur les dérives, mais toutes les pratiques de recours à des mères porteuses peuvent être dénoncées comme exploitation capitaliste et patriarcale, alors que d'autres points de vue considèrent notamment la GPA dite altruiste comme égalitaire, libertaire et libérale non-marchande et bonne pour l'émancipation des femmes et des communautés LGBT+ dans les cas où elle pourrait être véritablement issue d'un consensus entre les individus qui y sont parties prenantes. La question du développement de l'enfant et de la façon dont il peut ou non être affecté par la GPA est d'autre part particulièrement clivante.
Si certaines personnes féministes intersectionnelles en faveur des droits LGBT+ sont pour la GPA, le mouvement LGBT+ n'est pas unanime en faveur de la GPA et les féministes qui se revendiquent spécifiquement du lesbianisme politique ont développé une opposition particulière. Beaucoup voient aussi dans la GPA une énième réduction de la femme à ses fonctions corporelles reproductives et marchandisation de la nature physique et sexuelle appropriée par les hommes, le patriarcat et le capitalisme. L'injonction à la maternité est aussi une dimension soulevée, d'autre part la GPA ou maternité de substitution est considérée comme une distorsion des processus naturels amenant de façon défavorable aux femmes à la fin de la maternité par Eugénie Bastié, qui n'est pas féministe et ne se déclare pas comme telle, mais affirme défendre la nature. Cependant, cet ensemble de questions est associé à des clivages importants au sein du mouvement écologiste, à plus forte raison la tendance dominante qui se déclare féministe. Une voix contre toute PMA et GPA, au nom à la fois du respect des femmes et de la nature contre l'appropriation patriarcale et capitaliste, est José Bové dans le parti écologiste français, qui qualifie la conception non naturelle de manipulation du vivant comparable aux organismes génétiquement modifiés. Pourtant, le parti est le seul dont le candidat à l'élection présidentielle de 2022, Yannick Jadot, suivant une écologie libertaire en matière sociétale, n'écarte pas l'idée de GPA éthique. Cela, outre certaines positions libérales sur le travail du sexe, vaut à son parti d'être moins bien classé que les principales autres candidatures de gauche par l'organisation Osez le féminisme ! en termes d'égalité des sexes, selon la vision que cette organisation a de ce principe et qui est partagée par la majorité des mouvements féministes de l'espace public et médiatique français.
Pour la frange la plus libérale d'autre part, notamment pro-sexe, le vrai féminisme consiste à penser que la GPA peut relever de la pleine liberté de la femme à disposer de son corps, même pour en tirer profit, et que cette décision peut être prise de façon réfléchie par elle et ne doit pas être jugée par l'extérieur, car elle émancipe et empuissante le corps féminin en renversant le stigmate d'appropriation patriarcale et capitaliste, en se réappropriant totalement son vécu et en refusant toute injonction, y compris à argumentation féministe et anticapitaliste.

## Questions financières
Selon la Loi sur la procréation assistée adoptée en 2004, il est interdit au Canada de rétribuer une personne de sexe féminin pour qu’elle agisse à titre de mère porteuse ou de faire de la publicité pour le versement d’une telle rémunération. Toutefois, le 1er octobre 2016, Santé Canada a annoncé son intention de mettre à jour et de renforcer la Loi sur la procréation assistée dans le but d’encadrer financièrement les contrats entre les parents d’intentions et les mères porteuses. En 2020, l’article 12 de la Loi sur la procréation accorde le remboursement des dépenses et de compensations monétaires à la mère porteuse dans le but d’alléger la charge financière qu’accompagne la procréation pour autrui. Selon ce projet de règlement, le remboursement des dépenses admissibles ne constitue pas une obligation. Cela vise à mettre en évidence le caractère gratuit du geste. Le projet de règlement dresse une liste limitative de différentes catégories de dépenses admissibles, dont les frais de stationnement, de déplacement, les frais de soins à personne à charge, de repas, les consultations psychologiques, etc. La mère porteuse peut d’ailleurs se faire rembourser tout salaire perdu lors de la grossesse si elle obtient la confirmation écrite d’un médecin qualifié que le travail était à risque pour la grossesse.

## Risques médicaux liés à une gestation pour autrui
La recherche médicale a étudié des grossesses par GPA en les comparant à de simples naturelles ou des grossesses par fécondation in vitro (FIV) et a conclu ce qui suit,, :

### Don d'ovocytes
Le don d'ovocyte comporte des risques notamment le syndrome d'hyperstimulation ovarienne, qui est une complication iatrogène de la stimulation ovarienne contrôlée utilisée en procréation médicalement assistée. Le syndrome se manifeste par la formation de multiples corps jaunes intra-ovariens et la constitution d’un troisième secteur, pouvant mettre en jeu le pronostic vital.

### Risques pour la mère porteuse
Comme pour toute grossesse naturelle, la mère porteuse court de nombreux risques physiques. La mère porteuse subit une exposition accrue à des risques d'hypertension ou de prééclampsie pendant la grossesse, aux hémorragies post-partum, aux diabètes gestationnels, aux accouchements par césarienne ainsi qu’aux fausses couches à n’importe quel moment de la grossesse. La prééclampsie et les hémorragies pourraient présenter des risques mortels pour la mère. Ces risques sont plus élevés en cas de don d'ovule, par comparaison avec une FIV autologue. La fécondation in vitro présente plusieurs risques d’infection, de perforation de l’utérus et d’hyperstimulation ovarienne qui peuvent déclencher des vomissements et des douleurs abdominales chez la mère porteuse. Dans certains cas plus sévères, la FIV peut provoquer des caillots de sang.
La gémellité ou toute grossesse multiple est plus susceptible d’arriver lorsqu’on procède par la fécondation in vitro. Aussi, la femme a des risques de subir une grossesse à l’extérieur de son utérus, qui peut parfois se retrouver près ou dans les trompes de Fallope. Le danger de cette grossesse anormale présente des risques médicaux très élevés pour la mère porteuse qui devra être assistée médicalement rapidement. Les cas de grossesse extra-utérine sont donc plus observés dans les cas de gestation pour autrui.
Après l’accouchement, la mère porteuse court des risques de problèmes urinaires, de problèmes sexuels et de ptôse mammaire plus excessive. Des problèmes thyroïdiens et cardiovasculaires pourraient être des risques d’une mère porteuse surtout en raison des changements hormonaux liés à la grossesse. La complexité de ces risques augmente les problèmes de santé à long terme chez la mère. Des problèmes urinaires et veineux pourraient être aussi observés. La vie de la femme porteuse serait modifiée après son accouchement en raison des cas observés chez les femmes enceintes naturellement, mais les risques sont plus intenses et élevés chez la mère porteuse. Les conséquences d’hémorragies, de fausses couches ainsi que des problèmes urinaires mentionnés plus haut sont des effets qui sont plus risqués pour les grossesses par FIV.

### Risques pour l'enfant
Les enfants nés par gestation d’autrui courent des risques plus élevés que les enfants conçus naturellement. Les risques médicaux auxquels est exposé l'enfant conçu de GPA sont ceux liés à la FIV : insuffisance pondérale à la naissance et prématurité. Les cas de faible poids à la naissance et même de mortalités post-natales sont donc plus élevés. Ils peuvent être réduits en ne transférant qu'un seul embryon pour éviter une grossesse multiple.
Souvent dû à la prématurité de l’enfant, des anomalies de développement au cours de la jeunesse seraient à risques. Des conséquences physiques et mentales, tels que des handicaps ou des malformations, pourraient en découler. Les enfants pourraient être confrontés à des problèmes de respiration ou de nutrition et de déficience du système immunitaire. Dans quelques cas plus alarmants, des lésions ou même des paralysies cérébrales et des difficultés au niveau de l’ouïe et de la vision pourraient affecter la santé physique de l’enfant dès sa jeune enfance, perturbant à long terme ses sens ainsi que ses activités cognitives et habitudes de vie.
Une étude portant sur des souris suggère des mécanismes de transfert de variations phénotypiques de la mère porteuse à l'enfant.

## Effets psychologiques chez la mère porteuse
Après la grossesse, la mère porteuse peut développer ce qu'on appelle une dépression post-partum qui suit généralement les femmes après un accouchement, pouvant provoquer un sentiment de tristesse et une perte d'intérêt pour le plaisir. L'acte de porter l'enfant d'une autre pourrait être un moyen d'atténuer une blessure passée par la perte d'un bébé ou après un avortement. Ce qui cause le plus de difficultés psychologiques pour les mères porteuses serait généralement lié à l'attachement prénatal en sachant que ces femmes devront abandonner l'enfant qu'elles vont mettre au monde, elles peuvent ressentir de l'impuissance et de la peine par les interactions materno-fœtales qu'elles entretenaient avec le bébé lors de la gestation. Pour prévenir les conséquences de l'attachement, certaines femmes font une mise à distance par un choix de vocabulaire les déshumanisant comme le choix du mot "incubateur" pour se représenter. Ces femmes doivent donc se faire une idée préconçue avant même d'avoir commencé les procédures qu'il y aura une rupture, chose qui est généralement difficile de faire à cause du développement sentimental qui s'établit au fur de la grossesse et des hormones que celle-ci apporte. Après l'abandon de l'enfant, la substitute peut avoir de la difficulté à vivre sans sa présence à laquelle elle s'était habituée par le lien de la grossesse, ce qui peut amener un trouble bipolaire ou même de la dépression chez certaines femmes.
Les conséquences psychologiques seront, par conséquent, différentes selon le motif qui a poussé la femme à faire ce rôle de substitut, soit par un motif altruiste qui est plus profond et traduit un désir de rendre service, ou par un besoin d'argent, qui comme motif, est plus superficiel et plus distant dans les relations avec l'enfant, sauf au Québec où il est illégal de rémunérer une mère porteuse, puisque le choix et la raison de devenir mère porteuse peuvent influencer la manière de vivre une situation.

## Effets psychologiques des enfants nés de la procréation assistée
En grandissant, les enfants nés de la procréation assistée se posent des questions quant à leur famille biologique puisque les membres de la famille représentent généralement des repères pour tous et toutes. Les familles proches et élargies permettent de se forger une identité, donc l'absence et l'anonymat de ces personnes peuvent devenir problématique pour le développement de leur identité de certains enfants. Ces derniers peuvent être confrontés à une quête identitaire et souffrir psychologiquement étant donné l'incapacité à se situer dans la chaîne des générations. Cependant, si les parents abordent le sujet avec leur enfant né d'une mère porteuse de façon naturelle, il semble que les enfants ne risquent pas de le percevoir négativement. L'enfant ne sentira pas que ses parents essaient de lui cacher la vérité, ce qui l'aidera dans son développement. Il est conseillé aux parents d'intention de parler à leurs enfants de la manière dont ils ont été conçus puisqu'à l'avenir, ces enfants pourraient souffrir et avoir des séquelles sociales et psychologiques, ce qui entrainerait de futurs conflits émotionnels. Les enfants conçus par le biais de la procréation assistée pourraient ressentir le stress de leurs parents quant à leur développement et c'est dans ces cas-là que des comportements négatifs peuvent se développer. Les difficultés rencontrées lors de la conception de l'enfant peuvent aussi avoir un impact sur ces enfants. Les enfants ne doivent pas sentir que ses parents lui cachent quelque chose puisque ces enfants pourraient développer des difficultés d'adaptation scolaire et ils pourraient développer des sentiments anxieux ou dépressifs. De plus, les enfants nés de la gestation pour autrui par insémination de la mère porteuse peuvent avoir l'impression que leur vraie mère les a abandonnés et des traumatismes psychologiques pourraient se présenter chez ces enfants lors de leur développement.

## État du droit comparé

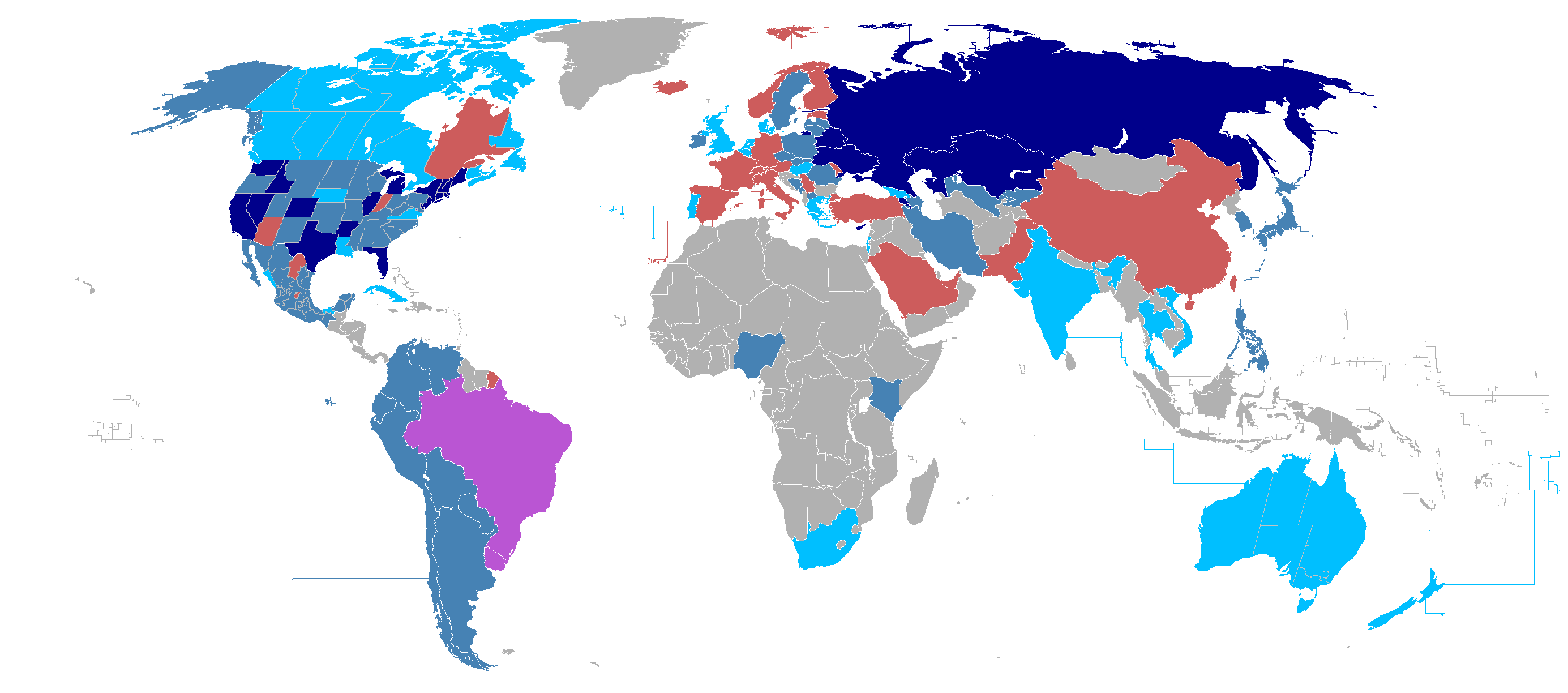
Statut juridique de la gestation pour autrui dans le monde :
Légalité des formes lucratives et altruistes
Aucune règlementation juridique
Légale seulement altruiste
Autorisée entre parents jusqu'au deuxième degré de consanguinité
Proscrite
Non réglementée/situation incertaine

- Certains pays ont légiféré pour autoriser la pratique de la gestation pour autrui avec plus ou moins de latitude et de dispositifs d'encadrement des pratiques. Il s'agit par exemple des pays suivants : Afrique du Sud, Royaume-Uni, Argentine, Australie (en majeure partie), Brésil, Canada, États-Unis (la plupart[67] des États depuis la jurisprudence de 1993 instituée par l'affaire Johnson v. Calvert[68]), Géorgie, Grèce, Iran[69], Israël, Roumanie, Russie, Ukraine. Dans deux pays, la Géorgie et l'Ukraine (dès 1997), on a permis d'exercer « la donation de l’ovule ou du sperme et la maternité porteuse ».
- La Belgique, le Danemark, la Hongrie, la Pologne, l'Irlande, l'Inde, le Québec, le Luxembourg et les Pays-Bas n'interdisent pas la gestation pour autrui.
- D'autres pays ou États, comme l'Allemagne, la France et l'Italie, interdisent strictement la gestation pour autrui, et ne préconisent en conséquence aucun dispositif d'encadrement de cette pratique.

### Allemagne
La gestation pour autrui est interdite en Allemagne, qui ne reconnait que la parentalité acquise par gestation pour autrui à l'étranger par une décision de justice. La législation allemande reconnaît la possibilité pour les parents d’intention d’adopter un enfant issu d’une GPA.

### Belgique
Recourir à une mère porteuse est implicitement autorisé en Belgique. Le prix de la GPA n'est pas un obstacle, car la modalité commerciale est interdite[réf. nécessaire].

### Brésil
Le Brésil autorise la GPA dans le cas précis d'une entraide familiale sans but financier. La mère porteuse doit ainsi être obligatoirement parente du 2e au 4e degré avec un des partenaires du couple demandeur (sœur, tante, nièce, cousine germaine). Toute autre forme de GPA est interdite.

### Canada
Il n'y a pas de loi fédérale traitant exclusivement de ce sujet. En revanche, le Parlement du Canada a voté en 2004 une loi fédérale sur la procréation assistée et interdit la gestation pour autrui à titre onéreux.

#### Alberta
En Alberta, la loi de 2003 relative à la famille prévoit que les contrats de gestation pour autrui ne sont pas exécutoires. Par décision de justice, on peut reconnaître la mère génétique comme mère légale de l'enfant (si celle-ci est différente de celle qui a mis l'enfant au monde) avec la permission de la mère qui a mis l'enfant au monde.

#### Nouvelle-Écosse
En Nouvelle-Écosse, le juge peut établir la filiation de l'enfant à l'égard de ses parents intentionnels si un accord entre la mère porteuse et le couple a été signé avant la conception et qu'au moins l'un des deux parents est le géniteur.

#### Québec
Au Québec, la gestation pour autrui a longtemps été interdite en vertu des règles du droit civil québécois au nom du principe d'indisponibilité du corps humain, mais le gouvernement québécois a récemment autorisé la pratique.

#### Autres provinces
L'Ontario, la Colombie-Britannique et le Nouveau-Brunswick ont également légalisé la GPA.

### Espagne
Le 18 février 2009, la Dirección General de los Registros y del Notariado, en Espagne, a accepté la requête déposée devant cette juridiction par un couple d'hommes, qui avaient utilisé les services d'une mère porteuse en Californie. L'Espagne avait refusé la transcription des actes d'état civil sur les registres espagnols.
En février 2019, l'Espagne durcit sa position en refusant la reconnaissance de filiation légale d'enfants nés en Ukraine par les parents d'intention.[réf. nécessaire]
En décembre 2024, le Tribunal suprême refuse de reconnaitre l'enregistrement d'une naissance par GPA, déclarant la pratique contraire aux lois du pays.
En avril 2025, le gouvernement interdit aux ambassades et consulats d'enregistrer les naissances par GPA à l'étranger.

### États-Unis
Aux États-Unis, il n’existe pas de loi fédérale sur la gestation pour autrui. Le cadre juridique applicable relève des États. Par défaut, la gestation pour autrui tout comme la procréation pour autrui était régie par les lois de l'adoption et du don de sperme. Toutefois, à la suite des affaires Bébé M, en 1987, et Johnson v. Calvert en 1993, de nombreux États ont légiféré à propos des mères porteuses, en général pour encadrer cette pratique et clarifier les règles de filiation (à l'exemple de l'État de New York, où la loi signée par le gouverneur Mario Cuomo permet seulement une indemnisation de la mère porteuse ; des lois similaires ont été passées en Arkansas, en Floride, dans l'Illinois, au Nevada, au New Hampshire, au New Jersey, en Oregon, au Texas, dans l'Utah, en Virginie et dans l'État de Washington, ou très rarement pour l'interdire complètement, comme dans le Michigan).
Depuis le milieu des années 1970, environ 25 000 enfants sont nés aux États-Unis via cette procédure.

#### Californie
En 1993, la Cour suprême de Californie a pris une position toute différente dans l'affaire Johnson v. Calvert : les parents intentionnels ont été déclarés comme les parents légaux dans un jugement, qui a fait date. Les juges ont rejeté l'argument selon lequel une femme ne pourrait pas accepter de porter un enfant pour le compte d'un autre en toute connaissance de cause. Selon eux, cet argument perpétuait une conception sexiste de la femme. On ne pourrait dire, en l'espèce, qu'Anna Johnson, infirmière professionnelle qui avait de bons résultats à l'école, par ailleurs déjà mère d'un enfant, ait manqué de moyens intellectuels ou d'expérience personnelle pour prendre une décision éclairée à ce sujet. Cette décision a servi de base à la plupart des jugements en parenté aux États-Unis et a inspiré de nombreuses législations comme celles de la Floride ou de l'Illinois. En Californie, il est possible de recourir à la maternité de substitution, ainsi définie par l’article 7960 (f) du code de la famille : « on entend par "mère porteuse" [surrogate] une femme qui porte et met au monde un enfant pour le compte d’une autre personne par le biais d’une procréation médicalement assistée ». La GPA s’opère dans le cadre d’une convention, conformément à « un accord écrit » (written agreement). La GPA peut être réalisée dans un but commercial, comme le prévoit explicitement l’article 7960 (b). La Californie autorise également, toujours dans le cadre de conventions des activités d’intermédiation entre la mère porteuse et les parents d’intention (y compris la publicité pour la GPA) et des activités juridiques de conseil.

#### New Jersey
En 1988, la Cour suprême du New Jersey a dû trancher l'affaire bébé M : la mère porteuse avait alors refusé de remettre son bébé au père biologique et à sa femme. Finalement, le père biologique et sa femme ont obtenu la garde de l'enfant, mais la mère porteuse a obtenu un droit de visite.

#### Pennsylvanie
Une autre affaire a eu lieu en 2003, en Pennsylvanie, un état qui n'a pas légiféré sur cette pratique. Bien qu'habituellement, les tribunaux donnent raison, lors de conflits de paternité, aux parents qui ont donné ovule ou sperme, le juge Shad Connelly a cette fois-ci donné raison à la mère porteuse, qui avait accouché de triplés, du fait que les parents intentionnels n'étaient pas présents lors de l'accouchement et n'avaient pas fait enregistrer à l'état civil les enfants dans la semaine qui avait suivi leur naissance.
En l'absence de législation et de précédents clairs, la cour a considéré, en l'espèce, que l'intérêt supérieur de l'enfant prévalait sur le contrat, mais cette décision a été renversée par la Cour supérieure de Pennsylvanie en 2006, et les parents intentionnels ont été établis comme les parents légaux. La mère porteuse a tenté de porter l'affaire devant la Cour Suprême de l'Ohio, qui l'a déboutée en 2007.

### France
Depuis les premières lois de bioéthique, promulguées en 1994, la gestation pour autrui est interdite en France. Cependant, depuis juin 2014, les enfants nés à l'étranger de parents intentionnels français peuvent obtenir la nationalité française à la suite d'un arrêt de la Cour européenne des droits de l'homme, décision confirmée en juillet 2015 par la Cour de cassation. En vertu d'un arrêt du 5 juillet 2017 de la Cour de cassation, le père peut par ailleurs obtenir la reconnaissance du lien de filiation en tant que père biologique de l'enfant, tandis que son conjoint ou sa conjointe peut devenir parent par adoption simple.
Ces condamnations de la France ont été complétées par l'avis de la CEDH du 10 avril 2019 qui oblige tous les états du Conseil de l'Europe à reconnaître intégralement la filiation des enfants nés par GPA, et pas simplement le père. Cette décision a été intégrée par la cour de cassation le 4 octobre 2019 dans la célèbre affaire Mennesson. Les juges français ont transcrit intégralement l'état civil des enfants nés par GPA dans les registres français.
Le Comité consultatif national d'éthique rapporte que la gestation pour autrui est selon ses défenseurs une méthode de procréation médicalement assistée (PMA), mais qu'au contraire selon la jurisprudence de 1991 de l'assemblée plénière de la cour de Cassation elle est une adoption illégale, au regard principalement du principe d’ordre public de l'indisponibilité du corps humain.

### Géorgie
En Géorgie, dès 1997, la loi permet d'exercer le don d'ovules, de sperme et la maternité porteuse. La loi n'oblige pas la mère porteuse à céder l'enfant à la fin de la grossesse.

### Inde
En 2008, la Cour suprême de l'Inde a jugé l'affaire Bébé Manji : un couple japonais était venu dans le Gujarat, à Anand, trouver une mère porteuse, mais avait par la suite divorcé. De ce fait, un problème de filiation a été soulevée, la mère porteuse refusant d'en assumer la charge, de même que la « mère génétique ». La « mère du père génétique » (la « grand-mère paternelle génétique ») est venue en Inde réclamer le droit d'amener avec elle l'enfant au Japon, ce qu'elle a obtenu. En effet, selon le droit japonais, l'enfant, non reconnu par sa (ses) mère(s), devait avoir un passeport indien pour pouvoir entrer sur le territoire japonais ; selon le droit indien, le passeport d'un enfant doit être lié à sa mère. À la suite de la décision de la Cour, un certificat d'identité fut donné au bébé afin qu'il puisse voyager avec sa « grand-mère paternelle génétique ». L'Inde n'avait alors pas de loi concernant la GPA,,.
En août 2016, la ministre des Affaires étrangères indienne a indiqué porter un projet de loi pour que seuls les couples indiens mariés puissent utiliser les services d'une mère porteuse pour procréer : les couples sans enfant, qui ne peuvent en avoir pour des raisons médicales, peuvent demander de l'aide à un parent proche, dans le cadre de la GPA altruiste, sans contrepartie financière pour la mère porteuse.

### Israël
La loi religieuse (Halakha) et civile israélienne permet la GPA, en s'inspirant de pratiques bibliques. La mère porteuse doit être non mariée (célibataire, divorcée ou veuve) et avoir déjà au moins un enfant,, et avoir la même religion que la mère d'intention. Les parents intentionnels juifs doivent être mariés religieusement pour que l'enfant soit reconnu comme juif.
Un cadre juridique précis est mis en place : la rémunération de la mère porteuse est mise sous séquestre, et les parents intentionnels ne peuvent refuser l'enfant. La mère porteuse n'aura aucun lien matériel ou juridique avec l'enfant après la naissance (le bébé sera remis à la mère intentionnelle dès la délivrance).
Ce système visait, lors de la promulgation de la loi à remédier à l'infertilité du couple et concerne aussi les couples homosexuels et les femmes célibataires. Par la suite, en 2018, cette procédure a été légalisée pour les femmes célibataires mais interdite aux couples de même sexe, créant ainsi une inégalité de traitement face à la loi. Ce n'est qu'en juillet 2021, que la Cour Suprême israélienne entérine l'autorisation aux couples homosexuels de bénéficier de cette procédure après plus de 10 ans de procédures.

### Italie
Le 16 octobre 2024 le Sénat adopte une loi faisant de la GPA un "crime universel" passible de 2 ans de prison et d'un million d'euros d'amende.

### Japon
Aucune législation ne régit le recours à la maternité de substitution. Les directives et les avis juridiques publiés par les sociétés professionnelles et les agences gouvernementales, fondés sur des éléments sociétaux et culturels profondément ancrés, ont cependant stigmatisé et découragé une telle pratique,.

### Nigeria
Bien qu’aucun cadre juridique n’existe pour réglementer la maternité de substitution, cette pratique est tolérée dans certaines régions du Nigéria, même si la légitimité de tels actes reste douteuse, compte tenu de l’absence de loi ou de décision judiciaire sur la pratique elle-même. De nombreuses agences proposent des services de maternité de substitution aux couples qui ont du mal à concevoir un enfant. Cependant, certaines sources ont souligné que l'absence de législation rend les parents et les mères porteuses vulnérables, en raison d'un examen médical inadéquat, d'un soutien psychologique insuffisant et d'un recours excessif à la césarienne. Les contrats de maternité de substitution sont exécutoires devant les tribunaux nigérians, qui suivent généralement les précédents de la common law, en reconnaissant les droits des deux parties dans un contrat de maternité de substitution,.

### Royaume-Uni
Le Royaume-Uni autorise la gestation pour autrui.
En 1985, le Parlement du Royaume-Uni a voté le Surrogacy Arrangements Act, c'est-à-dire la loi relative à la maternité de substitution. La mère de substitution y est définie comme la femme qui porte un enfant à la suite d'un accord conclu avant le début de la grossesse dont l'objet est de remettre l'enfant à une ou plusieurs personnes appelées à exercer l'autorité parentale. Les accords conclus en vue de procéder à une maternité de substitution n'ont pas force exécutoire. Les intermédiaires ne peuvent pas être rémunérés. Les accords de mère porteuse ne peuvent pas non plus être pris pour un but commercial.
En 1990, le Parlement du Royaume-Uni vote le Human Fertilisation and Embryology Act, soit la loi sur l'assistance médicale à la procréation. Cet act crée le Human Fertilisation and Embryology Authority, organe qui a à la fois la charge de surveiller et celle de réguler les activités de fécondation in vitro, d'insémination artificielle, de stockage de sperme et d'embryon humain et de recherche sur les embryons humains. La Human Fertilisation and Embryology Authority dépend du Département de la Santé, c'est-à-dire du ministère britannique de la santé. La Human Fertilisation and Embryology Authority doit également fournir des informations et des conseils aux personnes souhaitant avoir recours à ces pratiques.
L’act prévoit que les parents d'intention peuvent demander au tribunal que l'enfant soit reconnu comme le leur si :
- le couple est marié ;
- l'enfant a été conçu avec au minimum les gamètes de l'un des deux membres du couple ;
- la demande est faite dans les six mois qui suivent la naissance ;
- au moins un des deux membres du couple est domicilié au Royaume-Uni ;
- les deux membres du couple ont dépassé l'âge de 18 ans ;
- le domicile de l'enfant sera le même que celui du couple ;
- l'accord de la femme porteuse est donné plus de six semaines après la naissance ;
- le couple n'a pas rémunéré la femme porteuse, bien que le remboursement raisonnable des frais de celle-ci pour mener la grossesse soit admis.

### Suisse
La gestation pour autrui est régulée par la Loi fédérale sur la procréation médicalement assistée (810.11) du 18 décembre 1998 et est illégale en Suisse. L'article 4 interdit la gestation pour autrui et l'Article 31 punit le praticien qui réalise une gestation pour autrui ou quiconque qui en arrange une. La mère porteuse n'est pas punie par la loi et reste la mère légale de l'enfant.
Toutefois, le 25 août 2014, le Tribunal administratif (de) du Canton de Saint-Gall a reconnu à deux pères la filiation légale de leur enfant né par GPA aux États-Unis. De plus, le cinquième alinéa de l’article 119 (2 c), dont la rédaction résulte de la votation populaire du 14 juin 2015, autorise le recours aux méthodes de procréation médicalement assistée dans des conditions, strictement définies, tenant à la stérilité ou au danger de transmission d’une grave maladie.

### Thaïlande
En Thaïlande, il existe un vide juridique sur la question même si le gouvernement entend mettre en place une loi réglementant la gestation pour autrui. La Thaïlande est toujours une destination pour les couples cherchant une mère porteuse[réf. nécessaire].
La nouvelle loi devrait être mise en vigueur vers 2014[réf. nécessaire] mais rien n'est certain. Pour l'instant, le nom du père est inscrit à l'acte de naissance avec la mère porteuse thaï[réf. nécessaire]. Par la suite, les couples ou personnes font des démarches juridiques pour soit obtenir la citoyenneté de l'enfant, ou la pleine garde légale avant le retour dans le pays d'accueil, soit amener l'enfant dans le pays d'accueil où des demandes en justice, adoption ou autre pourront être faites[réf. nécessaire].

### Ukraine
En Ukraine, dès 1997, la loi permet le don d’ovules, de sperme et la maternité de substitution.
Le nouveau Code de la famille d'Ukraine (article 123-2) dispose qu'en cas de transfert de l'embryon conçu par les époux à une autre femme, les époux restent les parents de l'enfant, y compris dans le cadre d'une maternité de substitution. L'article 123.3 autorise par ailleurs les époux à recourir à un don d'ovocytes dans le cadre d'une insémination extracorporelle, sans que cela remette en cause leur statut de parents.
Ainsi, les époux qui ont consenti à l'application de techniques de PMA possèdent intégralement l'autorité et les devoirs parentaux par rapport aux enfants nés à la suite de ces méthodes. La partie médicale de cette question est réglementée par le nouvel Ordre du ministère de la Protection de la santé d'Ukraine no 771 en date du 23 décembre 2008.
En 2013, le décret no 771 du Ministère de la Santé de l'Ukraine a cessé d'être en vigueur, une nouvelle loi ayant été promulguée. Désormais, la maternité de substitution et le don d'ovules en Ukraine sont réglementés par le décret no 787 du Ministère de la Santé d'Ukraine,.

## Questions religieuses

### Christianisme

#### Catholicisme
Le 8 janvier 2024, le pape François appelle à une interdiction universelle de la GPA. La religion catholique ne considère positivement le fait de favoriser la transmission de la vie que dans le respect de sa dimension de miracle divin lié à la relation parentale et à la fécondité notamment féminine non marchandisée, rapprochant en partie son point de vue dominant de celui du féminisme et du communisme et s'opposant globalement à l'assistance médicale à la procréation au même titre qu'à la maternité de substitution,.

#### Protestantisme
Le protestantisme participe au débat sociétal sur l'AMP et la GPA. Son regard est souvent relativement nuancé sur les questions bioéthiques, tout en défendant la vision chrétienne conservatrice de la vie mais en mettant en valeur le débat et la pluralité idéologiques.

#### Orthodoxie
L'orthodoxie affirme une opposition générale à la GPA et à la plupart des formes d'AMP, avec une plus grande tolérance pour les couples hétérosexuels. En Russie notamment, où la législation sur la maternité de substitution est particulièrement libérale, elle développe une opposition notable à la légalité de ces pratiques et insiste a fortiori sur la nécessité de ne pas les destiner aux personnes seules et couples LGBT+.

### Judaïsme
Le judaïsme partage un certain conservatisme avec les autres principaux monothéismes, mais la vision libérale sur les questions bioéthiques (du moins procréatives plus que de fin de vie) y est actuellement dominante. La perception du don positif de la vie comme n'impliquant pas nécessairement la conception naturelle y est plus répandue que dans l'optique chrétienne et implique surtout une grande tolérance à l'égard de l'assistance médicale à la procréation. Dans une moindre mesure, le judaïsme est aussi plutôt libéral à propos de la gestation pour autrui, du moins altruiste, y compris pour les projets non typiquement hétéroparentaux. Cela est retenu par la législation israélienne, affirmant sans ambiguïté la licéité de la GPA dans le judaïsme, indépendamment du projet parental porté, sous certaines conditions proscrivant notamment toute rétribution de la gestatrice.

### Islam
La plupart des savants musulmans sont plutôt tolérants vis-à-vis de formes bien précises d'AMP mais jamais à l'égard de la GPA ni des projets parentaux de personnes seules et couples LGBT+.

### Bouddhisme
Le bouddhisme est très libéral sur les questions bioéthiques, y compris de GPA (altruiste), mais cette pratique n'est pas systématiquement au nombre de celles légales dans les pays où il exerce une influence de premier plan, contrairement à la PMA par exemple. Les sages bouddhistes sont contre la GPA lucrative et pensent que l'enfant issu d'un don de gamètes, devenu adulte, a un droit à rencontrer ses parents génétiques.

### Hindouisme
L'hindouisme est aussi une religion progressiste sur les enjeux d'éthique procréative, ce qui explique que la GPA (gestationnelle) est légalement et communément pratiquée en Inde et que ce pays est une destination importante dite de tourisme reproductif.

## Dans la culture populaire
En 2021, Pauline Bureau met en scène une pièce qu'elle a écrite, Pour autrui, qui décrit le parcours d'un couple français ayant recours à la GPA en Californie. Cette pièce est remarquée par la critique,.
En 2023, le film La Petite raconte l'histoire d'un sexagénaire qui va à la rencontre de la mère porteuse de son fils décédé avec son compagnon dans un accident d'avion.